# Eefde

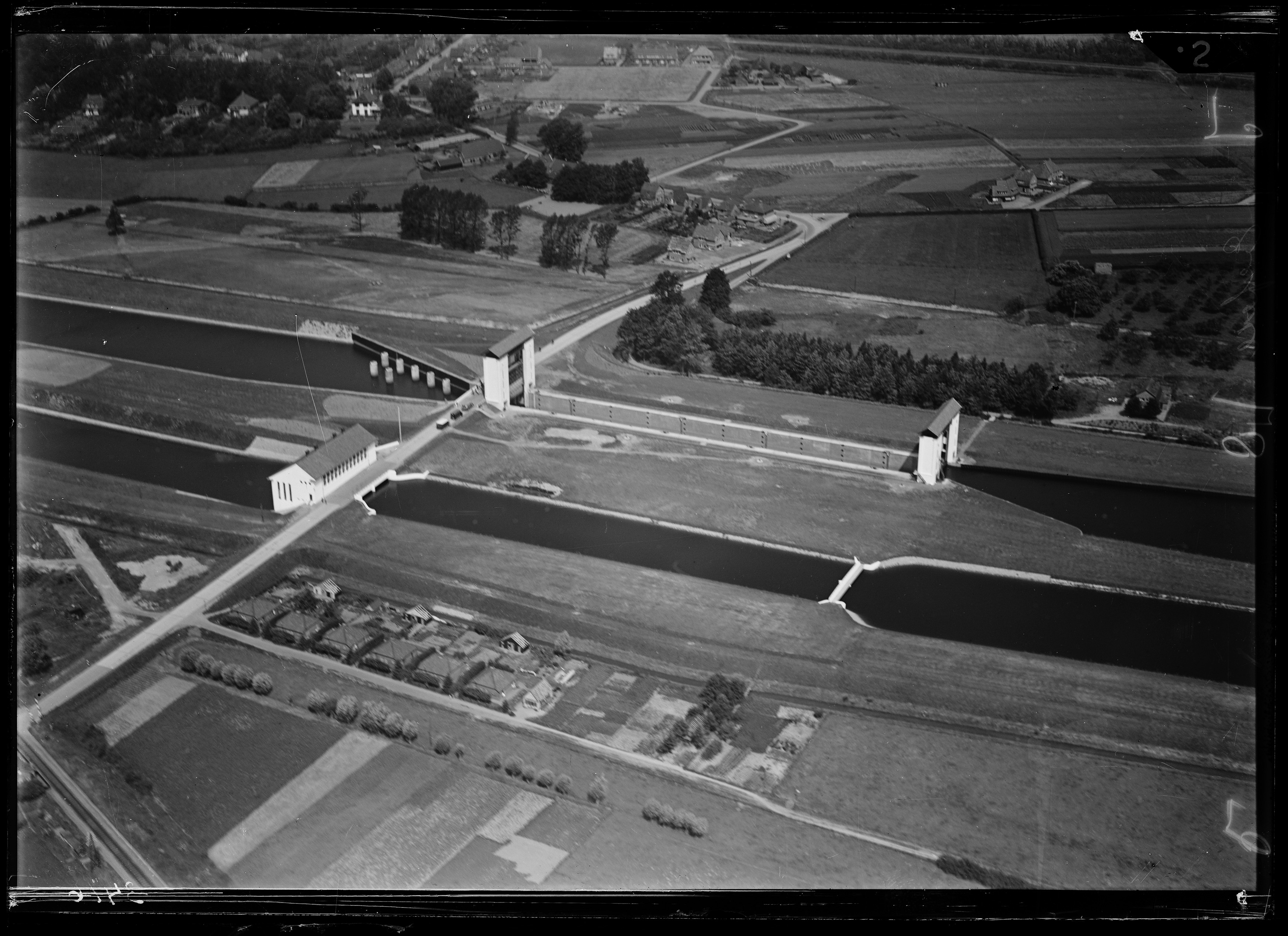
Luchtfoto van Eefde (1920-1940), Nederlands Instituut voor Militaire Historie.

Eefde (Nedersaksisch: Aefde) is een plaats in de Nederlandse gemeente Lochem (provincie Gelderland). Het is gelegen aan het Twentekanaal en heeft 4.470 inwoners (1 januari 2023).
Centraal in Eefde staat de protestantse Ontmoetingskerk voorzien van gsm-masten van de providers T-Mobile Nederland en Vodafone. 
Eefde maakt deel uit van een van de Achterhoekse Wandelingen. Ten noordoosten van het dorp ligt de Gorsselse Heide.
Op het landgoed Rijsselt in Eefde was Nederlandsch Mettray gevestigd, een protestants opvoedingstehuis voor niet-criminele jongeren met gedragsproblemen dat in 1851 werd opgericht door Willem Hendrik Suringar. In 1998 is Nederlandsch Mettray omgevormd tot de Justitiële Jeugdinrichting Rentray.
Midden in Eefde bevindt zich Landgoed het Haveke: een herenhuis omgeven door een 14 hectare grote Engelse tuin met bos en verzorgde gazons. Lange wandelpaden voeren door het park en zijn overdag vrij toegankelijk voor het publiek.
In Eefde, aan de zuidkant van het Twentekanaal, ligt Landgoed Den Dam met een monumentaal landhuis, beide in eigendom van leden van de familie Bosch van Rosenthal. Den Dam werd in 1998 aangewezen als rijksbeschermde buitenplaats met zeven complexonderdelen. Het gaat hierbij om het landgoed, de historische tuin met parkaanleg, het koetshuis, de tuinmanswoning, de kas, de zonnewijzer en de boerderij "Bosmanshuis" met bijbehorende bakspieker.
Ten zuiden van Eefde ligt Huis de Voorst, eigendom van Het Geldersch Landschap en Kasteelen.
Aan de Boedelhofweg ligt de verbouwde oranjerie van het voormalige kasteel de Boedelhof.
Aan het eind van de Boedelhofweg, aan de Elzerdijk is nog een overblijfsel van landgoed ’t Elze te vinden: een parkbos met lanen een vijver, een bruggetje en een verwaarloosde tennisbaan. Het gebouw is in 1945, aan het eind van de oorlog, afgebrand. Een deel van de toegangsdeur staat er nog als herinnering aan het huis. 
Iets verder, aan de Wagenvoortsdijk ligt nog een deel van de gracht om kasteel ’t Hulze. De gracht is als werkverschaffing in de dertiger jaren van de twintigste eeuw voor een deel gedempt. Aan de Hulzerdijk ligt een begraafplaatsje dat bij ’t Hulze hoort.

## Detmerskazerne
Tussen 1938 en 2012 stond in Eefde de Detmerskazerne. Het laatste detachement van de krijgsmacht was de Koninklijke Marechaussee die hier gelegerd waren. Rond 2019 zijn de gebouwen gesloopt, maar het markante poortgebouw (de hoofdingang) is behouden. Op het door de sloop vrijgekomen terrein werd een woonwijk gerealiseerd, waarvan de eerste woningen in 2022 bewoond werden. De straten kregen toepasselijke namen als Stormbaan en Detmersweg.

## Verkeer en vervoer
Door Eefde lopen drie spoorlijnen vanuit Zutphen: naar Deventer, Winterswijk en Hengelo (Overijssel). Aan de lijn naar Deventer lag van 1890 tot 1932 het station Eefde. Hiervan is echter niets meer terug te vinden. Door Eefde rijdt een lijnbus (lijn 81) tussen Zutphen en Deventer en v.v. 
Ter hoogte van Eefde bevindt zich in het Twentekanaal het sluiscomplex Sluis Eefde, een rijksmonument uit 1933 dat door Rijkswaterstaat voor waterhuishouding en scheepvaartverkeer wordt gebruikt en van 2003 tot en met 2006 grondig werd gerenoveerd. In januari 2012 stortte door een technisch gebrek de 90 ton zware sluisdeur naar beneden en lag de sluis er geruime tijd onbruikbaar bij. Het besef van de waarde van de Eefdese sluis voor het goederentransport versnelde de plannen voor en aanleg van een tweede sluisbak. Deze werd in 2020 in gebruik genomen.

## Sport
Voetbalvereniging SP Eefde speelt op sportpark De Wolzak in Eefde aan de Meijerinkstraat vlak naast het Twentekanaal. In sportzaal De Stuw aan de Bargeweg zijn volleybalvereniging VIOS en gymnastiekvereniging Valto te vinden.

## Onderwijs
Er zijn 2 basisscholen in Eefde Villa 60 en De Bargeweide. De W.H. Suringar College is een school voor voortgezet onderwijs voor leerlingen die passend onderwijs nodig hebben.

## Geboren in Eefde
- Anna Goorman-Dommerholt (16 oktober 1902-13 juni 2012), oudste vrouw van Nederland
- Betsy Udink (21 mei 1951), journaliste en schrijfster
- Marius van Zeijts (29 mei 1958), brigade-generaal, voorzitter KNZB, vice-president Ligue Européenne de Natation
- Kees Diepeveen (5 augustus 1959), politicus
- Jans Koerts (24 augustus 1969), wielrenner
- Orhan Džepar (13 juni 1996), voetballer
- Zoë Brouwer (6 maart 2003), voetbalster

## Overleden in Eefde
- Marten Mees (1917), bankier en makelaar
- Louis Fraenkel (2006), voetballer
- Gijsbert Albert de Jong (2006), verzetsstrijder

## Woonachtig geweest in Eefde
- Johan Jeronimus Balthazar Bosch van Rosenthal, diplomaat
- Adriaan van Dis, schrijver, journalist en televisiepresentator
- Ida Gerhardt, dichteres
- Gerrit Lang, hoogleraar Individueel Toegepaste Psychologie aan de Rijksuniversiteit Groningen
- Ileen Montijn, historica en schrijfster